# 사공 (성씨)
사공(司空)씨는 중국과 한국의 성씨이다.

## 기원
사공(司空)씨는 중국(中國) 돈구(頓丘 : 직예성 대명도 청풍현)에서 계출(系出)된 성씨이다. 중국 주나라의 제후국 진(晉)나라 때 가신(賈辛)이란 사람이 사공(司空)의 벼슬을 지내고 왕으로부터 벼슬 이름을 성(姓)으로 하사(下賜)받은 것이 시초라 전한다.

## 한국의 사공씨
사공(司空)씨는 2000년 대한민국 통계청 인구조사에서 4,307명으로 조사되었다. 본관은 효령(군위) 단본이다.
효령 사공씨(司空氏)의 시조는 당나라 희종(僖宗) 때 예부시랑(禮部侍郞)을 지낸 사공도(司空圖)이다. 사공도는 897년(신라 효공왕 1년)에 황소의 난을 피하여 일가족과 동료 7학사를 데리고 신라로 동래(東來)하여 당문화(唐文化) 보급에 앞장섰다. 난이 평정되자 사공도는 당으로 돌아갔고 남은 가족들의 후예가 사공씨의 계통을 이어받았다고 한다.
그 후의 계대(系代)가 불분명하여 고려 충숙왕(忠肅王) 때 봉익대부(奉翊大夫)로 판의시사(判儀시事)를 지내고 나라에 공(功)을 세워 효령군(孝令君)에 봉해진 사공중상(司空仲常)을 1세조로 한다.
사공중상의 아들 사공실(司空實)이 1353년(공민왕 2) 문과에 급제하여 광흥창사(廣興倉使)와 대호군(大護軍)을 지내고 한림박사(翰林博士)로 문장(文章)과 덕행(德行)을 떨쳐 「동방명현록(東方名賢錄)」에 수록되었다.
사공실(司空實)의 아들 사공민(司空敏)은 고려 우왕의 장인인 최영(崔瑩) 장군의 사위다. 사공민(司空敏)은 공민왕과 창왕 대에 걸쳐 사복시정(司僕寺正)과 삼사 부윤(三司府尹)을 지내고 숭록대부(崇祿大夫)로 문하시중(門下侍中)에 이르렀으나 고려의 국운(國運)이 기울자 벼슬을 버리고 향리(鄕里)로 돌아가 절의(節義)를 지켰다. 사공민(司空敏)의 사위는 남양 홍씨 창사공(倉使公) 홍계강(洪季康)이다.

## 인물
- 사공일(司空壹) : 제33대 재무부 장관, 제27대 한국무역협회 회장
- 사공영진(司空永振) : 제43대 대구고등법원장
- 사공용(司空鎔) : 서강대학교 경제학부 교수